# Hans Walter (Generalleutnant)
Hans Walter (* 13. Mai 1852 in Wismar; † 12. August 1932 in Berlin) war preußischer Generalleutnant und hat maßgeblich die Eisenbahntruppen im Deutschen Reich gestaltet.

## Leben
Hans Walter wurde als Sohn eines Pfarrers geboren. Sein Abitur legte er in Wismar ab.
Am 3. April 1873 trat er in die Preußische Armee ein. 1876 kam er als Secondeleutnant in das eben erst gegründete Eisenbahn-Regiment. Er verblieb bei dieser Truppengattung und wurde hier mehrfach befördert. Walter erhielt eine Abkommandierung zur Weltausstellung in Paris 1900 und nahm an mehreren Eisenbahnkongressen teil. Aus diesem Interesse an der Schnittstelle zwischen Militär und Eisenbahnwesen schrieb er ein Handbuch für Offiziere der Eisenbahntruppe. Als Kommandeur des Eisenbahn-Regiments Nr. 3 wurde er zum Oberst befördert. Er traf die Standortauswahl und leitete die Errichtung der neuen Kasernen und Übungseinrichtungen für die Eisenbahntruppen im Westen in Hanau, wohin 1910 sein Eisenbahn-Regiment Nr. 3 verlegt wurde. Hier wurde er am 19. Juli 1911 zum Generalmajor befördert. Ab 1913 kommandierte er die 1. Eisenbahn-Brigade in Berlin und wurde dort am 3. Mai 1914 nach Erreichen der Altersgrenze als Generalleutnant und dem Titel „Exzellenz“ zur Disposition gestellt.

## Auszeichnungen
- Roter Adlerorden III. Klasse mit Schleife[1]
- Kronenorden III. Klasse[1]
- Preußisches Dienstauszeichnungskreuz[1]
- Offizier des Ordens des Heiligen Schatzes[1]
- Komtur des Franz-Joseph-Ordens[1]